# Watson und der Hai
Watson und der Hai (englischer Originaltitel: Watson and the shark) ist ein Gemälde des britisch-amerikanischen Malers John Singleton Copley. Es entstand in drei sehr ähnlichen Versionen zwischen 1778 und 1782, die heute in drei Museen der Vereinigten Staaten von Amerika ausgestellt werden.

## Bildbeschreibung
Das Gemälde zeigt vor dem Hintergrund eines Hafens eine Haiattacke im Meer. Dabei wird im Vordergrund ein im Wasser treibender Mann von einem großen, in grau gehaltenen Hai attackiert, das rechte Bein ist, in einigen Versionen, bereits unterhalb des Knies abgerissen. In einem Boot, welches dem Mann zu Hilfe kommt, befinden sich neun Männer, von denen zwei dem im Wasser treibenden Verletzten ins Boot helfen wollen, während ein weiterer ihm ein Seil zuwirft und ein dritter mit einem Schiffshaken den Hai angreift. Die restlichen Matrosen sitzen am Ruder und betrachten die Szene mit schreckgeweiteten Augen.
Der Hintergrund des Bildes wird von einem Hafen mit mehreren großen Segelschiffen gebildet. Die Hafengebäude sind bis auf zwei große, mit Kreuzen bekrönte Türme nur undeutlich dargestellt. Diese wiederum stehen inmitten mehrerer Schiffsmasten der anliegenden Schiffe, keines ist allerdings namentlich zu erkennen.

## Bildversionen
Die früheste Version des Bildes stammt aus dem Jahr 1778 und befindet sich heute im Besitz der National Gallery of Art in Washington, D.C. Im gleichen Jahr malte Copley eine weitere Version des Bildes, die heute im Museum of Fine Arts in Boston betrachtet werden kann. Die beiden Versionen des Bildes aus dem Jahr 1778 unterscheiden sich nur sehr wenig voneinander, etwa durch die Form der Nasengruben des Haies, die Wellen oder ähnliche Details.
Die spätere Version von 1782 hat ein anderes Format und ist wesentlich kleiner. Im Gegensatz zu den beiden früheren Versionen ist das Bild im Hochformat entstanden, wodurch insbesondere dem Himmel mehr Raum gegeben wurde. Besonders dieser Himmel ist zudem dunkler gestaltet, um die Bedrohung in der Szene zu unterstreichen.
| Gemälde | Jahr | Größe            | Museum                                    |
| ------- | ---- | ---------------- | ----------------------------------------- |
|         | 1778 | 182,1 × 229,7 cm | National Gallery of Art, Washington, D.C. |
|         | 1778 | 182,9 × 229,2 cm | Museum of Fine Arts, Boston               |
|         | 1782 | 91,4 × 77,5 cm   | The Detroit Institute of Arts, Detroit    |

## Hintergrund und Deutung

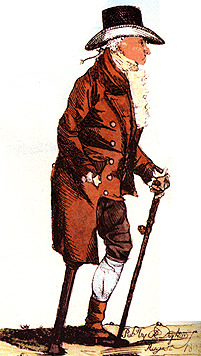
Karikatur von Brook Watson von Robert Dighton, 1803

Das Bild entstand als Auftragsarbeit Copleys, der Auftraggeber war der Geschäftsmann Brook Watson. Dieser wurde in frühen Jahren als 13-jähriger Schiffsjunge im Hafen von Havanna (Kuba) von einem Hai angegriffen und von seinen Gefährten gerettet. Watson überlebte und verlor bei der Attacke den rechten Unterschenkel, musste daher eine Prothese tragen. Er wurde Geschäftsmann und brachte es zu großem Ansehen als Bankier und Politiker. 1796 war er für ein Jahr Oberbürgermeister von London, später leitete er die Bank of England.
John Singleton Copley war als Porträtmaler in Boston bekannt und erfolgreich; Watson and the shark stellte seinen ersten größeren Auftrag als Historienmaler dar. Im Gegensatz zu etablierter Historienmalerei sollte hier aber weder eine biblische oder antike Geschichte oder ein Heldenepos dargestellt werden, sondern eine reale Begebenheit, bei der die Helden ganz normale Menschen waren. Benjamin West hatte bereits mit seinem Gemälde The Death of General Wolfe das Historiengenre aus der Antikenrezeption gelöst, Copleys Schritt ging mit der Motivwahl allerdings entsprechend weiter.